# Benafarces (kommunhuvudort)
Benafarces är en kommunhuvudort i Spanien.   Den ligger i provinsen Provincia de Valladolid och regionen Kastilien och Leon, i den centrala delen av landet, 190 km nordväst om huvudstaden Madrid. Benafarces ligger 738 meter över havet och antalet invånare är 123.
Terrängen runt Benafarces är platt. Runt Benafarces är det mycket glesbefolkat, med 7 invånare per kvadratkilometer. Närmaste större samhälle är Toro, 13,7 km sydväst om Benafarces. Trakten runt Benafarces består till största delen av jordbruksmark.